# Dwuprzymierze
Dwuprzymierze (niem. Zweibund) – tajny sojusz zawarty 7 października 1879 w Wiedniu, przez Cesarstwo Niemieckie i C.K. Austro-Węgry.

## Historia

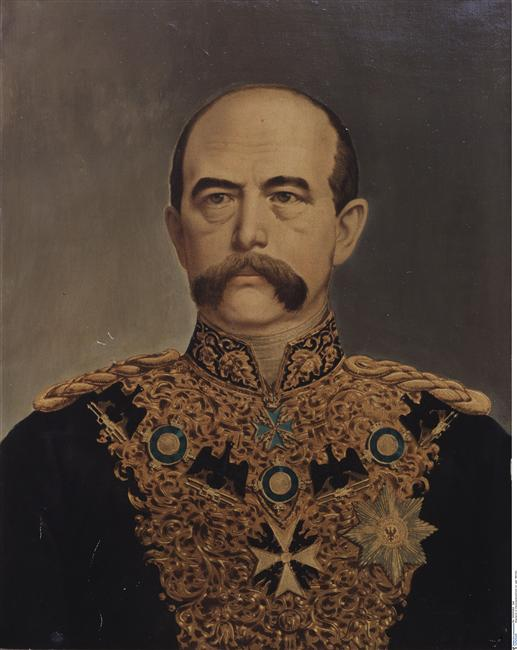
Otto von Bismarck, „architekt” Cesarstwa Niemieckiego

W 1862 roku premierem Prus (a także ministrem spraw zagranicznych) został mianowany Otto von Bismarck. W czasie krótszym niż jedna dekada zdołał on doprowadzić do pruskiego zwycięstwa w trzech wojnach (wojna duńska, wojna prusko-austriacka i wojna francusko-pruska), a tym samym ugruntował mocarstwową pozycję Prus w Europie. W 1871 roku doprowadził do zjednoczenia Niemiec pod przewodnictwem Prus i utworzenia Cesarstwa Niemieckiego (II Rzeszy), którego został kanclerzem (premierem).
Po zawarciu rosyjsko-niemiecko-austro-węgierskiego Sojuszu Trzech Cesarzy w 1873 roku współpraca tych trzech krajów nie przebiegała bez nieporozumień. W 1879 roku prawie nastąpiło jego zerwanie, gdy car Aleksander II zaprotestował powołując się na okoliczności, że we wszystkich ważnych kwestiach Niemcy stają po stronie Austro-Węgier. Otto von Bismarck postanowił nie stawiać wszystkiego na jedną kartę, ponieważ uznał, że nie może dłużej ufać Rosji. Nie poinformował Rosji o zawiązaniu kolejnego paktu z Austro-Węgrami. Ponieważ Rosja i Austro-Węgry tkwiły w chronicznym konflikcie o Bałkany, Niemcy dokonały wyboru na rzecz Austro-Węgier. 

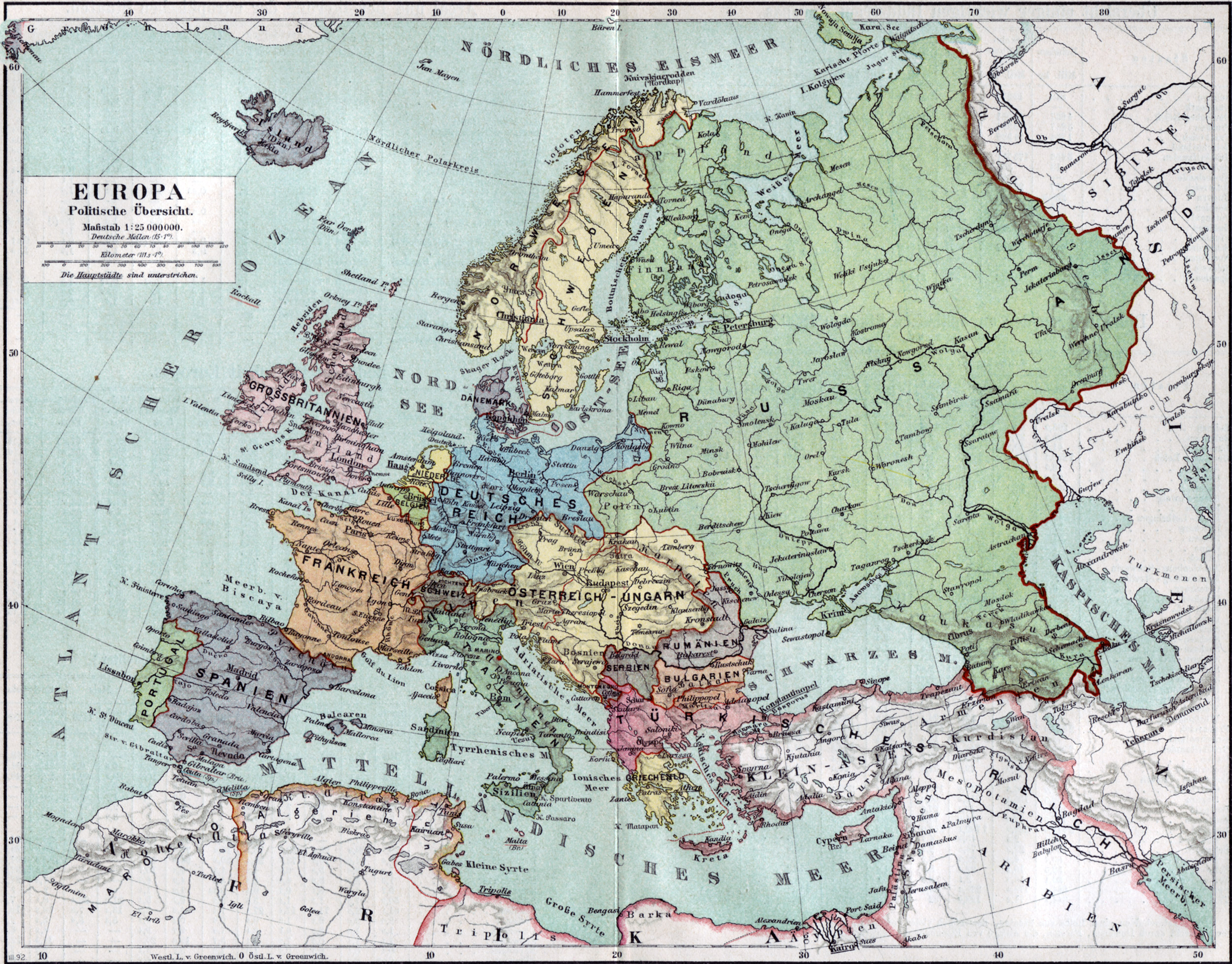
Europa w 1890 roku

Niemcy chcieli wzmocnić pozycję Rzeszy w Europie Środkowej i na Bałkanach, dlatego doprowadzili do podpisania traktatu. Sojusz ten miał chronić oba państwa przed napaścią ze strony Imperium Rosyjskiego. Gdyby jedno z państw zostało zaatakowane przez Rosję, drugie miało mu pomóc. W przypadku zaatakowania przez inne państwo, druga strona miała zachować życzliwą neutralność. Traktat został zawarty na pięć lat, jednak obowiązywał dłużej, ponieważ wspólne interesy wiązały ze sobą coraz bardziej obie niemieckie dynastie. Po zawiązaniu sojuszu niemiecki kapitał zaczął napływać do Europy Południowo-Wschodniej.
W wyniku rozszerzenia dwuprzymierza 20 maja 1882 w Wiedniu o Królestwo Włoch, powstało trójprzymierze. 27 marca 1884 w Berlinie został odnowiony układ trójcesarski. Cesarstwo Niemieckie i Imperium Rosyjskie zawarły 18 czerwca 1887 w Berlinie tajny traktat reasekuracyjny, którego zapisy pozostawały w konflikcie z dwuprzymierzem i trójprzymierzem. Ten traktat został zerwany w 1890 roku.
3 lutego 1888 Berlin i Wiedeń ogłosiły publicznie treść zawartego sojuszu. Fakt ten oznaczał, że Niemcy przedkładały sojusz z Austro-Węgrami przed sojusz z Rosją. Ponad stuletni sojusz trzech państw rozbiorowych zaczynał przechodzić do historii. W 1892 roku został zawarty tajny sojusz militarny pomiędzy Francją a Imperium Rosyjskim (sojusz francusko-rosyjski), zwany dwuporozumieniem, skierowany przeciw Niemcom. Po zamachu w Sarajewie w czerwcu 1914 na następcę austriackiego tronu Niemcy zdecydowały o podtrzymaniu sojuszu z Austro-Węgrami, co doprowadziło do wybuchu I wojny światowej.